# 福江川

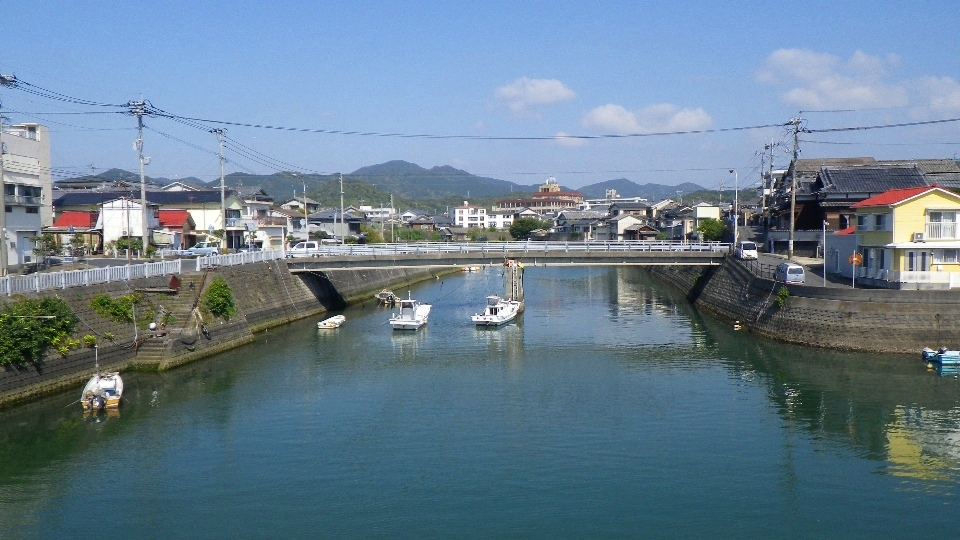
福江川（河口付近）

福江川（ふくえがわ）は、五島列島の福江島東部を東へ流れ、五島灘（福江港）へ注ぐ二級河川である。流域は全て長崎県五島市に属する。
五島市の中心地たる福江の街並みを横断する重要な川で、本流に二つのダムがある。上流域は一里川とも呼ばれる。福江島では一の川・鰐川に次ぐ3番目の規模をもつ。

## 流域
福江の北西にある笹嶽（標高390m）の南側斜面を水源とする。源流部は急斜面で、標高100mほどまで一気に流れ下る。源流の流れが集まる地点には昭和44年（1969年）に内闇ダムが作られた。
内闇ダムから流れ出た川は福江島東部の溶岩台地を南へ流れる。中流の吉田町には昭和50年（1975年）に福江ダムが作られた。福江ダムを過ぎると南西の翁頭山（標高429m）方面から鷹ノ巣川と牟田川が合流し、その後は南東にある鬼岳の山裾に沿って流れを北東へ変える。
下流両岸には福江の街並みが広がり、川は街中を緩やかに蛇行しながら東へ流れる。左岸はおもに住宅地、右岸は官庁・高校・石田城などがある。河口近くの職人町で後の川が合流し、五島灘に面した福江港内に注ぐ。
S字蛇行があるなどで豪雨の際に氾濫しやすく、下流の福江は昭和38年（1963年）・昭和42年（1967年）などしばしば水害に遭ってきた。福江ダムが建設された他にも、昭和39年（1964年）から河川改修が繰り返し実施されている。

### ダム
内闇ダム
源流部の笹嶽南麓に、1969年（昭和44年）に作られた灌漑用ダム。堤高17.9m・堤頂長275.5m・流域面積2km2・総貯水容量90万t（有効貯水量88.5万t）のアースダム。

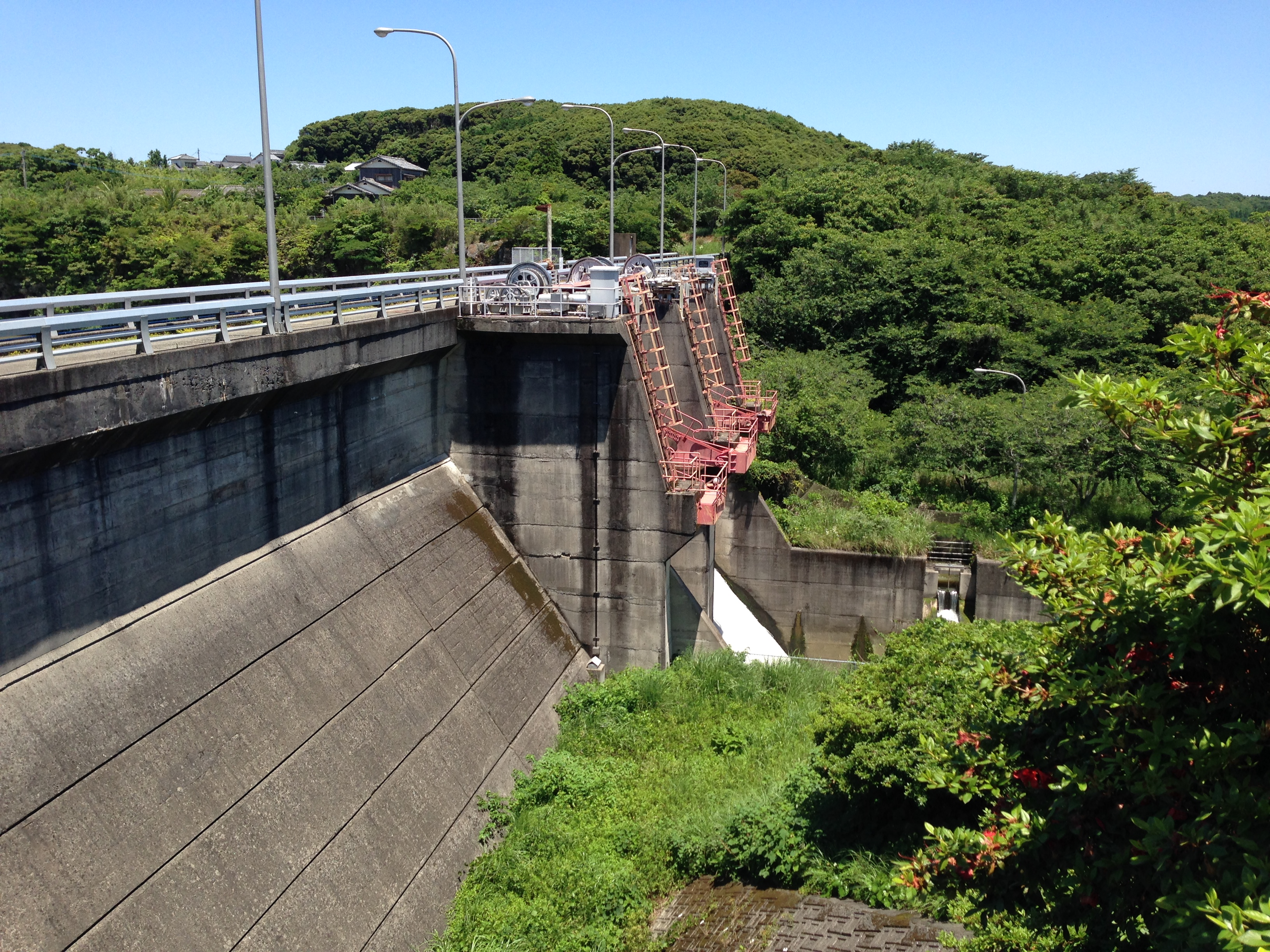
福江ダム
中流域の吉田町に、1975年（昭和50年）に作られた治水・不特定用水用のダム。堤高21.6m・堤頂長99.5m・提体積16,500m3・流域面積9.2km2・総貯水容量728,000m3（有効貯水量63,6000m3）の重力式コンクリートダムである。
ダムの完成により福江近郊の田畑の増収に繋がった。またダム周辺にはサクラも植樹されている。